# Naučná stezka Kotvice
Naučná stezka Kotvice (nově nazývaná také Kotvice - putování krajinou proměn) je naučná stezka, která se nachází v přírodní rezervaci Kotvice na pravém břehu řeky Odry v Nové Horce, části města Studénka v nížině Bečevská brána (geomorfologický podcelek Moravské brány) v okrese Nový Jičín v Moravskoslezském kraji. Stezka je celoročně volně přístupná.

## Další informace
První naučná stezka Kotvice byla zřízena v roce 1983 a v roce 2015 byla kompletně zrenovovaná a získala také nový název Kotvice - putování krajinou proměn. Stezka je v terénu dobře zanačená značkami a šipkami a na trase má umístěno 9 informačních tabulí, které se zaměřují na vztah člověka a přírody a místní historii, krajinu, flóru a faunu oderské údolní niva. Maskotem stezky je vydra říční (lutra lutra), která vidět na komiksových částech, každé informační tabule. Umělecky cenným grafickým prvkem informačních tabulí jsou ilustrace malířky Ivany Kolářové.

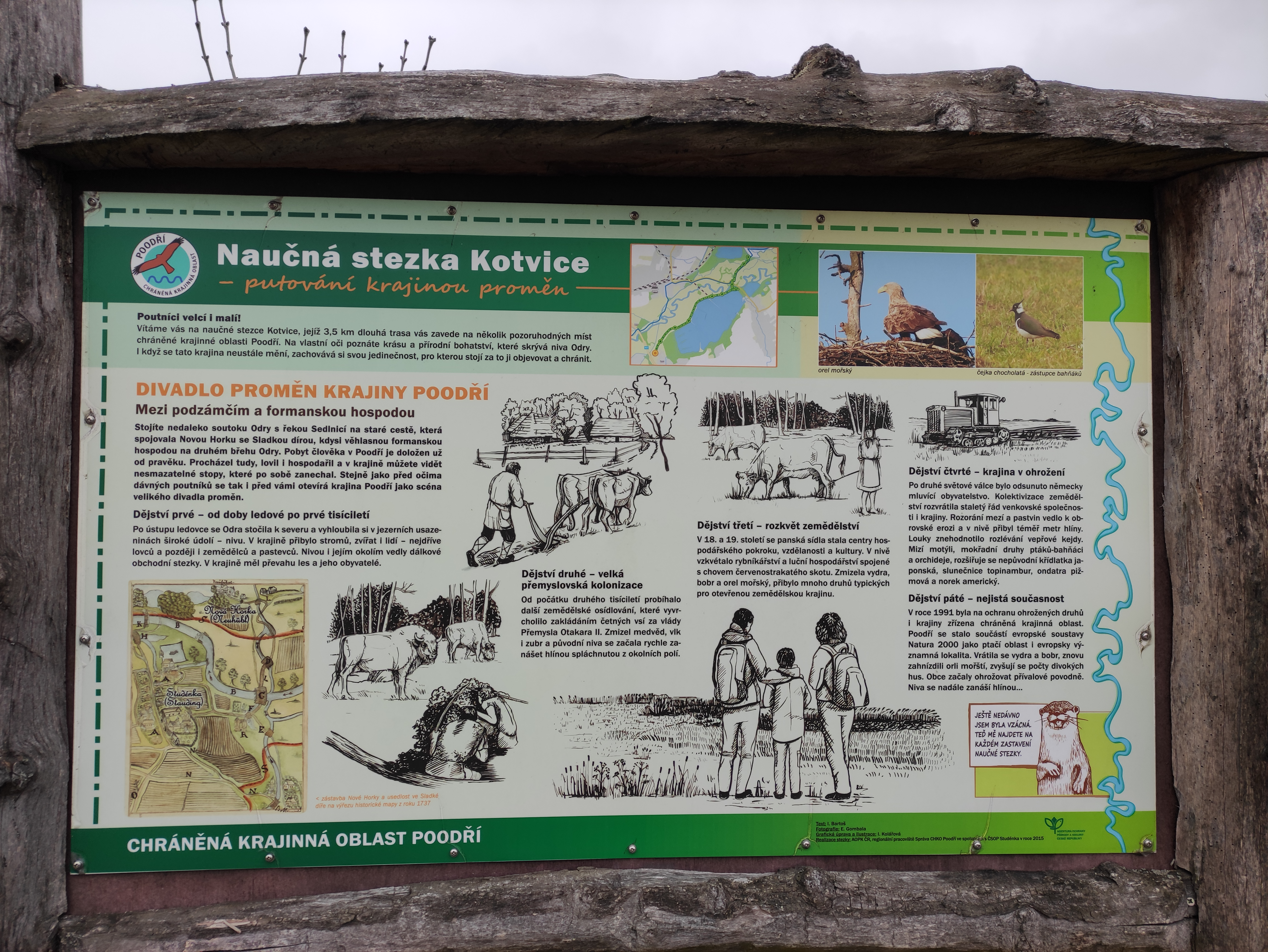
Informační tabule Divadlo proměn krajiny Poodří
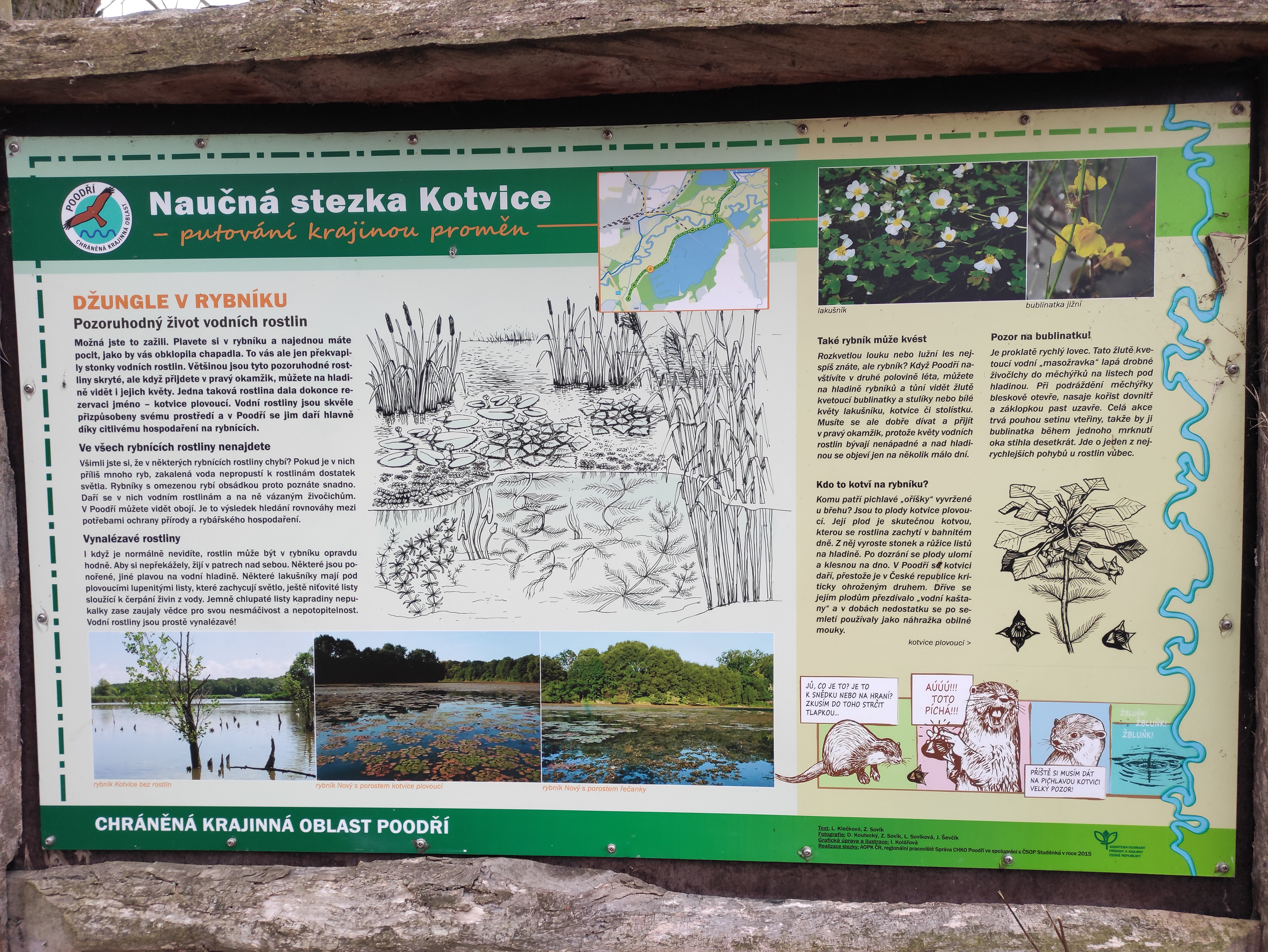
Informační tabule Džungle v rybníku
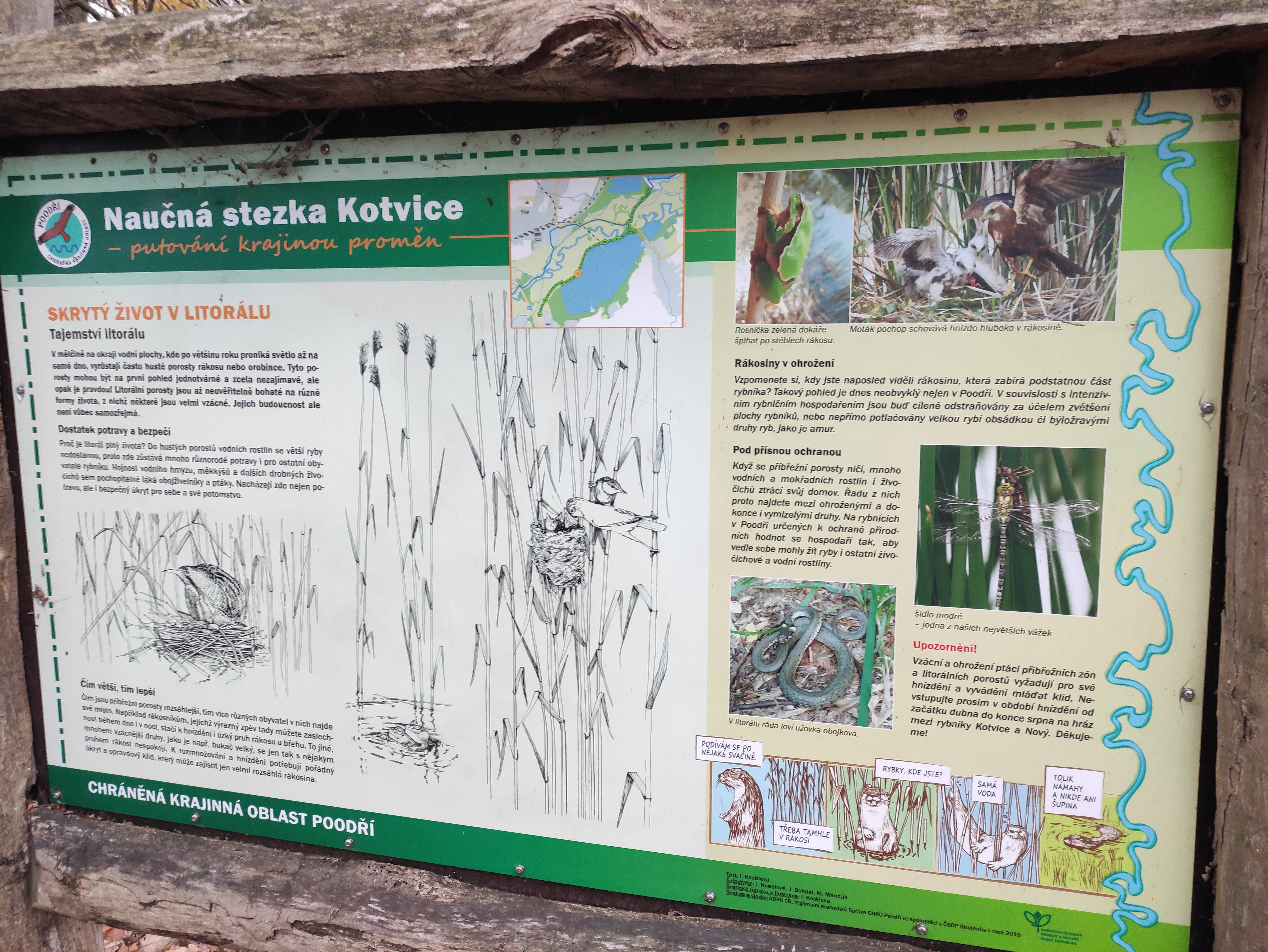
Informační tabule Sktytý život v litorálu
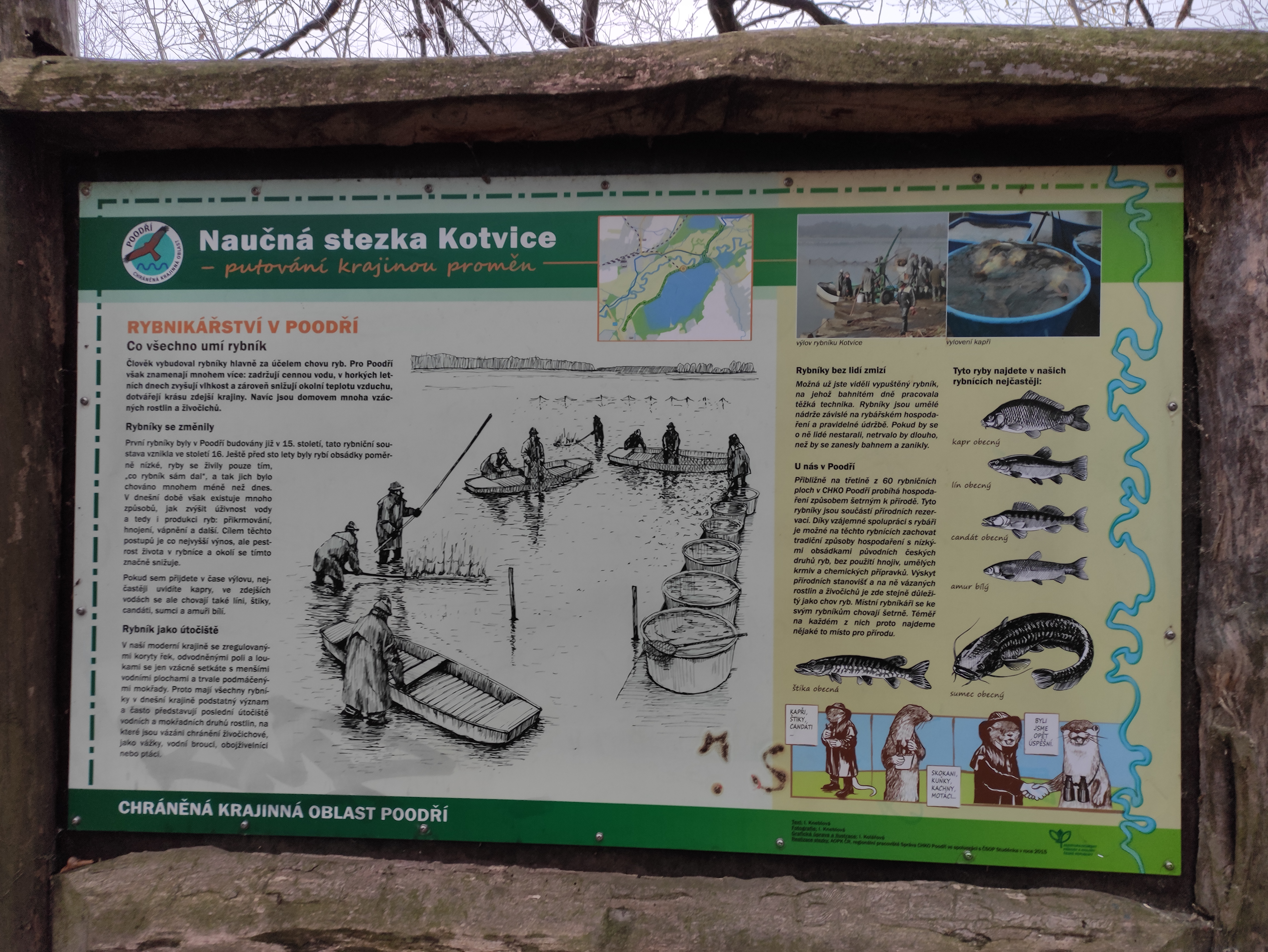
Informační tabule Rybnikářství v Poodří
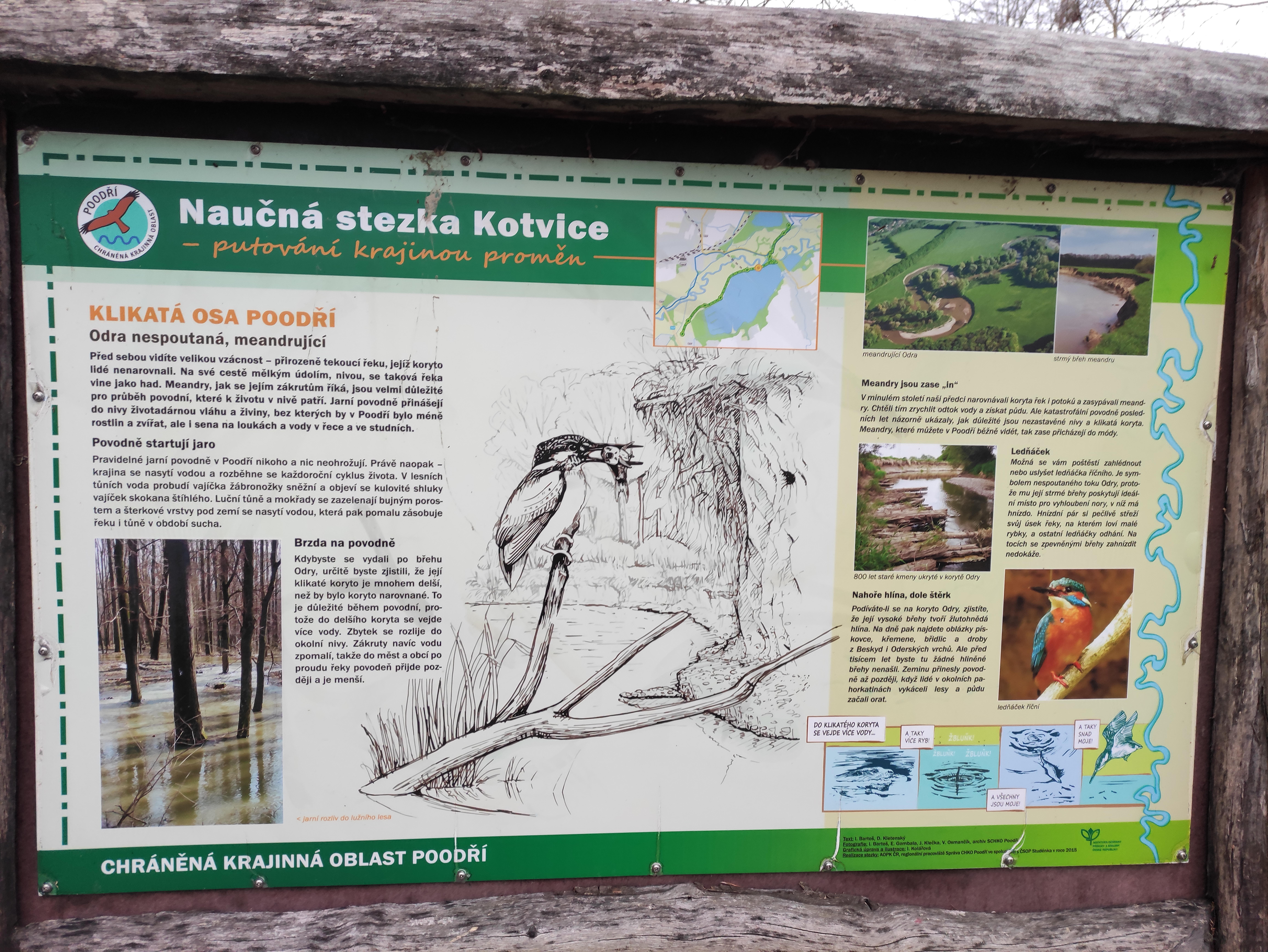
Informační tabule Klikatá osa Poodří

Stezka začíná u autobusové zastávky Studénka, Nová Horka, poblíž zámku Nová Horka v Nové Horce. Po opuštění obydleného území se stezka stáčí podél mokřadu a vede kolem Nového rybníka až k ústřednímu rybníku Kotvice, kde je pozorovatelna ptáků. Stezka pokračuje k rybníku Kačák a meandrům řeky Odry. Pak vede na most pro pěší přes řeku Odru k turistickému rozcestníku Oderská lávka až k turistickému rozcestníku Studénka-Pásečný most u náhonu Mlýnka, kde trasa končí. Stezku lze také projít v opačném směru.

## Galerie

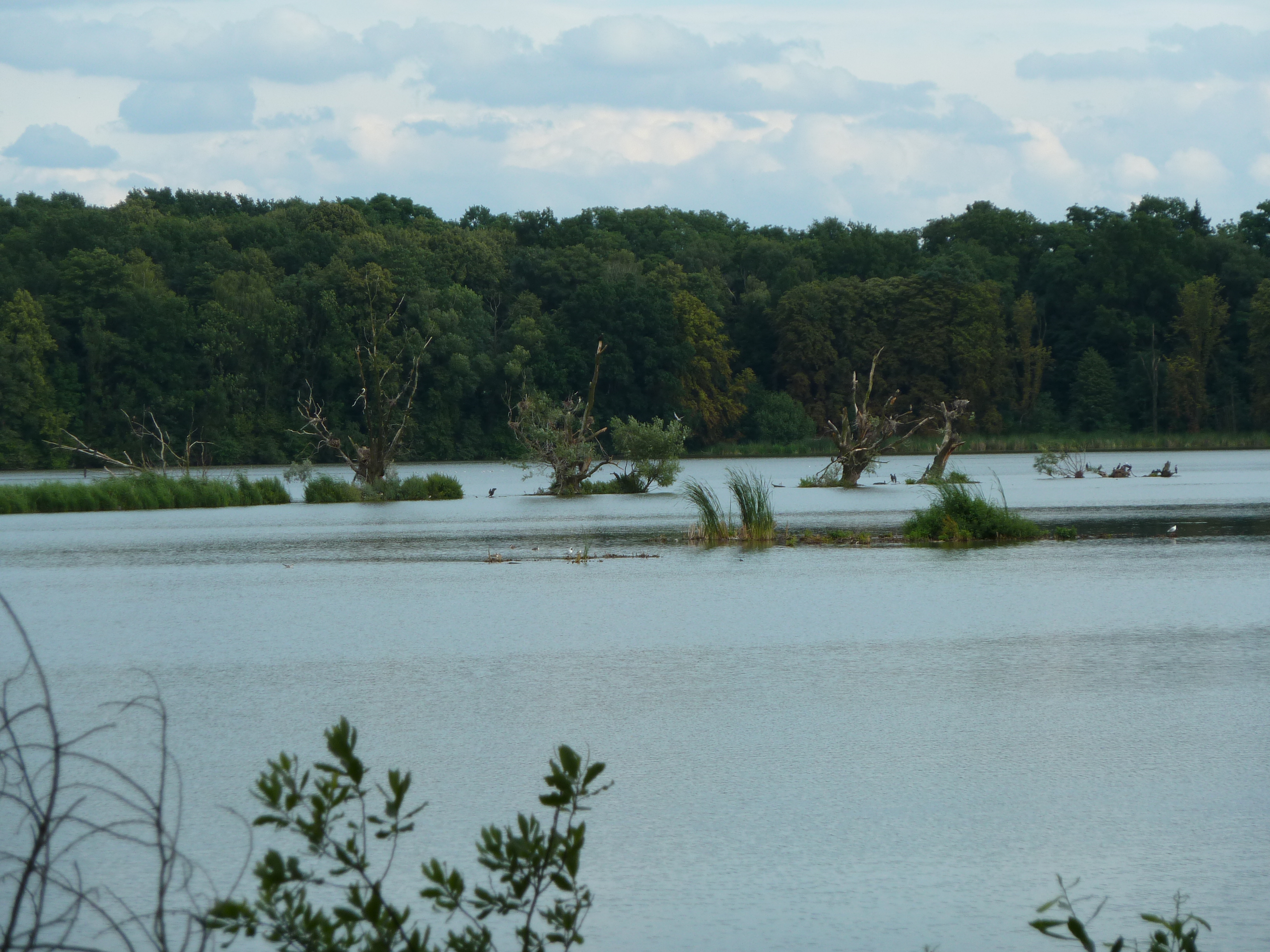
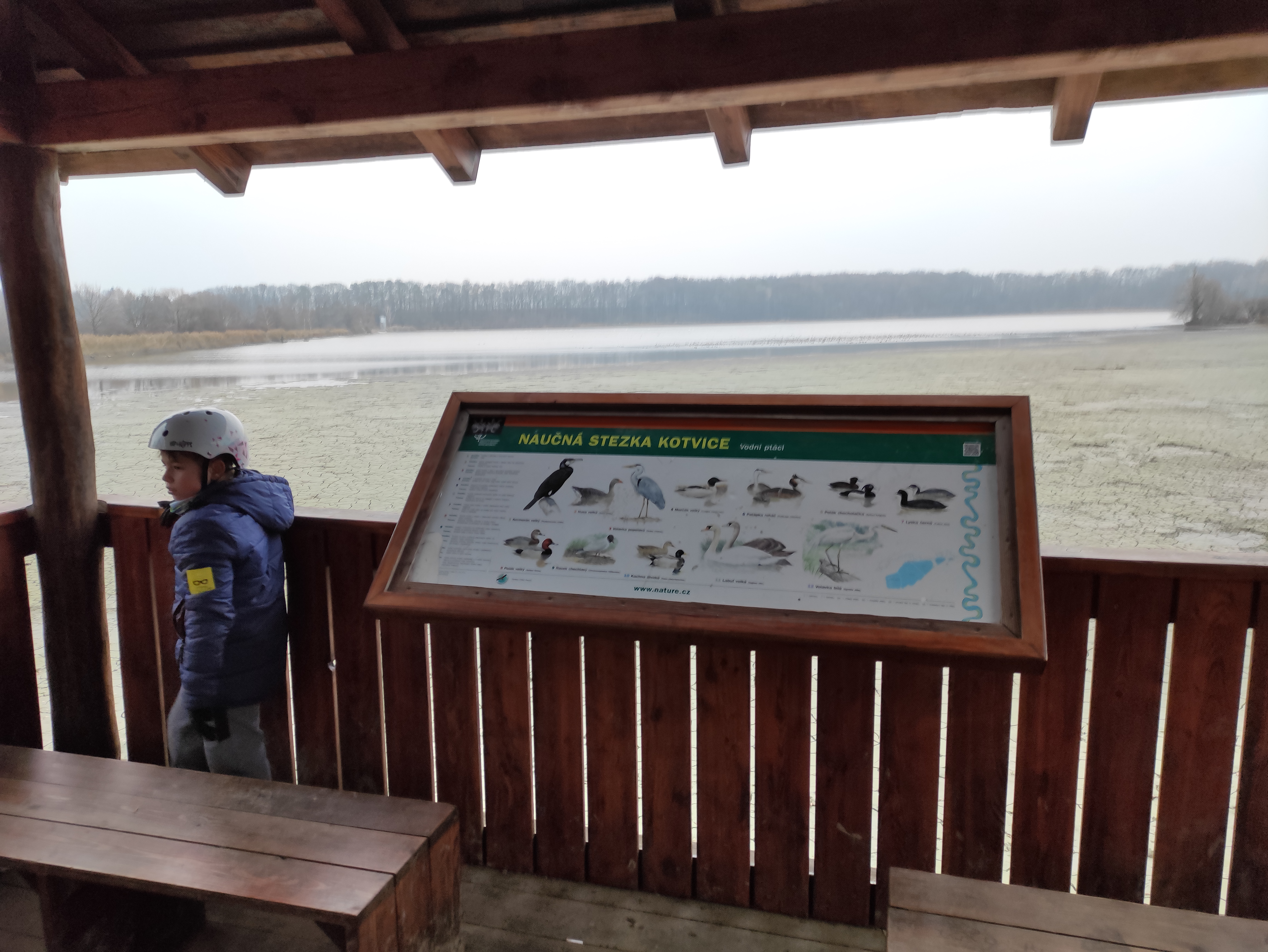
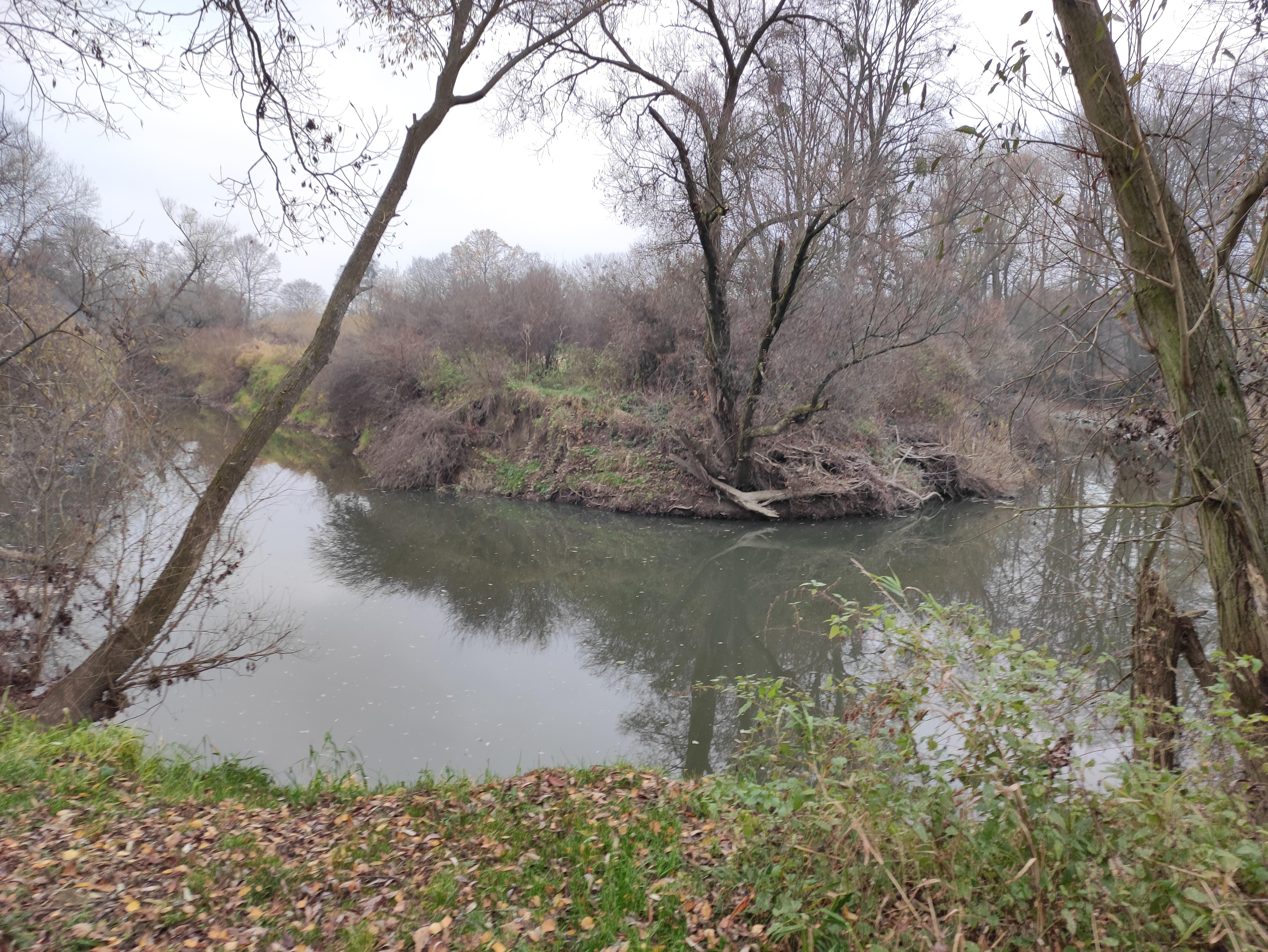